# Raf Baldassarre
Raffaele Baldassarre (* 17. Januar 1932 in Giurdignano, Provinz Lecce; † 11. Januar 1995 in Rom) war ein italienischer Schauspieler.

## Leben
Der großgewachsene, schlanke Akteur spielte von 1957 bis 1985 in italienischen Filmen, gelangte jedoch nie über den Status des Nebendarstellers hinaus. War Baldassare zu Beginn seiner Karriere häufig Freund oder Rivale des Helden, so verkörperte er später in Abenteuerfilmen, Sandalenfilmen und 35 Italowestern in insgesamt nahezu 100 Rollen meist verlässlich einen mexikanischen Banditen, einen Seeräuber oder Kleinganoven. Eine besondere Freundschaft pflegte er mit Tony Anthony, er trat in fast all seinen Filmen auf. Gegen Ende seiner Karriere lebte Baldassare in Otranto, wo er zusammen mit seinen Brüdern mehrere Geschäfte besaß und noch als Produzent von Dokumentarfilmen für „Tele Lecce Barbano“ tätig war.
Außer unter seinem tatsächlichen und seinem Kurznamen in verschiedenen Schreibweisen wurde er auch unter den Pseudonymen „Ralph Baldwyn“, „Ralph Baldwin“ und „Raf Falcone“ gelistet.

## Filmografie (Auswahl)
- 1957: Il corsaro della mezzaluna
- 1960: Königin der Barbaren (La regina dei tartari)
- 1960: Das Schwert des roten Giganten (I giganti della Tessaglia)
- 1961: Herkules erobert Atlantis (Ercole alla conquistà di Atlantide)
- 1961: Nofretete – Königin vom Nil (Nefertite, regina del Nilo)
- 1961: Vampire gegen Herakles (Ercole al centro della terra)
- 1962: Herkules, der Sohn der Götter (Ulisse contro Ercole)
- 1962: Zorro, der schwarze Rächer (Cabalgando hacia la muerte)
- 1962: Die Normannen (I normanni)
- 1963: Die drei Unerbittlichen (Tres hombres buenos)
- 1963: Mit Colt und Maske (Il segno del Coyote)
- 1963: Der Henker von Venedig (Il boia di Venezia)
- 1964: Die letzte Kugel traf den Besten (Aventuras del Oeste)
- 1964: Die 7 aus Texas (Antes llega la muerte)
- 1965: Blei ist sein Lohn (Ocaso de un pistolero)
- 1965: Scharfe Schüsse auf Jamaika (A 001: operazione Giamaica)
- 1965: Der Sohn von Jesse James (El hijo de Jesse James)
- 1965: Die Unversöhnlichen (Rebeldes en Canadá)
- 1965: Die vier Geier der Sierra Nevada (I quattro inesorabili)
- 1966: El Rocho – der Töter (El Rojo)
- 1967: Der Colt aus Gringo’s Hand (Un hombre y un colt)
- 1967: Ein Dollar zwischen den Zähnen (Un dollaro tra i denti)
- 1967: Western Jack (Un uomo, un cavallo, una pistola)
- 1968: Anche nel West c’era una volta Dio
- 1968: An den Galgen, Bastardo (¿Quien grita venganza?)
- 1968: Ein Colt für hundert Särge (Una pistola per cento bare)
- 1968: Copper Face (Tutto per tutto)
- 1968: Django spricht das Nachtgebet (Il suo nome gridava vendetta)
- 1968: Die gefürchteten Zwei (Il mercenario)
- 1968: Leichen pflastern seinen Weg (Il grande Silenzio)
- 1968: Der Schrecken von Kung Fu (Lo straniero di silenzio)
- 1969: Garringo – der Henker (Garringo)
- 1969: Quinto, töte nicht (El valor de un cobarde)
- 1970: Ehi amigo, sei morto!
- 1970: Der Tod sagt Amen (Arizona si scateno… e li fece fuori tutti!)
- 1970: … und Santana tötet sie alle (Un par de asesinos)
- 1971: Blindman, der Vollstrecker (Blindman)
- 1971: Dracula im Schloß des Schreckens (Nella stretta morsa del ragno)
- 1971: I quattro pistoleri di Santa Trinità
- 1971: Die Rückkehr der stärksten Gladiatoren der Welt (Il ritorno del gladiatore più forte del mondo)
- 1971: Zeig mir das Spielzeug des Todes (Il giorno del giudizio)
- 1971: Zwei Halleluja für den Teufel (Abre tu fosa amigo… llega Sabata)
- 1972: Los buitres cavarán tu fosa
- 1972: Un dólar de recompensa
- 1972: Zwei ausgekochte Halunken (La caza de oro)
- 1973: Zinksärge für die Goldjungen
- 1975: Labyrinth des Schreckens (Gatti rossi in un labirinto di vetro)
- 1976: Safari Express
- 1976: Time Breaker (Get Mean)
- 1981: Die zwei Gesichter einer Frau (Fantasma d'amore)
- 1983: Herkules (Ercole)
- 1983: Thor – Der unbesiegbare Barbar (Thor il conquistadore)
- 1985: Die Abenteuer des Herkules 2. Teil (Le avventure dell'incredibile Ercole)